# Uroleucon minosmartellii
Uroleucon minosmartellii är en insektsart. Uroleucon minosmartellii ingår i släktet Uroleucon och familjen långrörsbladlöss. Inga underarter finns listade i Catalogue of Life.